# Орбитални истраживач Марса
Орбитални истраживач Марса (енгл. Mars Reconnaissance Orbiter), или скраћено МРО (енгл. MRO), свемирска је сонда свемирске агенције НАСА направљена да врши извиђање и истраживање Марса из орбите. Када је ушла у Марсову орбиту постала је шеста оперативна сонда у орбити планете, чиме је оборен рекорд у броју сонди које се налазе у орбити око Марса. Ову свемирску сонду вредну 720 милиона долара направила је компанија Локид Мартин уз надзор лабораторије за свемирску пропулзију (дела калифорнијског института за технологију). Лансирање је извршено 12. августа 2005. године, а 10. марта 2006. сонда је ушла у орбиту Марса. У новембру 2006. након пет месеци успоравања помоћу горње атмосфере Марса, MRO је ушао у коначну ниску орбиту и отпочео научна истраживања.
MRO има велики број научних инструмената као што су камере, спектрометар и радар, који се користе за изучавање топографије, минерала у тлу и леда на Марсу. Ова мисија олакшава долазак других тако што дневно прати временске услове, проучава могућа места за слетање и омогућава брз трансфер велике количине података са површине ка Земљи. Комуникациони систем MRO ће пренети више података од свих свемирских сонди лансираних ка другим планетама до данас.
Сонда је у марту 2016. године прославила 10 година у орбити око црвене планете. За то време направила је преко 45.000 орбита, превалила више од 1,53 милијарде километара, ка Земљи послала преко 264 TB података (>216.000 фотографија).

## Пре лансирања
MRO је једна од две мисије разматране за лансирање ка Марсу 2003. године, међутим, током селекције орбитер је уступио место мисији тада познатој као MER (Марс експлорејшн роверс - Ровери за истраживање Марса). Мисија орбитера је заказана за наредни могући лансирни прозор ка Марсу 2005. године и дат јој је коначан назив.
MRO је конструисан на основу веома успешне мисије Марс глобал сурвејор (енгл. Mars Global Surveyor) да обави надгледање Марса из орбите. У раној фази конструкције било је познато само да ће летелица имати камеру велике резолуције.
У октобру 2001. године НАСА је изабрала Локид Мартин за израду летелице, а до краја те године изабрани су и сви инструменти који ће бити уграђени. Током фазе израде није било кашњења нити застоја било какве природе.

## Циљеви мисије
По плану мисије, научне операције требало је да трају две Земаљске године, од новембра 2006. до новембра 2008. Један од главних циљева је да се мапира пејзаж Марса помоћу камере високе резолуције како би могла да се изаберу места за слетање будућих мисија. MRO је играо кључну улогу у одабиру места за слетање мисије Феникс која је истражила поларни регион Марса. Првобитно место слетања је фотографисано камером високе резолуције и помоћу тих фотографија је откривено да је то место пуно великих стена. Ровер Марсова научна лабораторија, која је лансирана у новембру 2011, слетеће у Гејл кратер, који је такође прво испитао MRO.
MRO користи своје инструменте и за изучавање климе Марса, временских услова, атмосфере и геологије, као и за потрагу за течном водом у поларним капама и испод површине. Такође, један од задатака мисије јесте и да проба да нађе остатке неуспелих мисија из прошлости укључујући Марсов поларни лендер и Бигл 2 који су се срушили негде близу поларних капа. Након завршетка примарних научних истраживања, задатак продужене мисије биће да служи као подршка другим мисијама током уласка у атмосферу, за навигацију и за пренос података са површине ка Земљи.

## Лансирање и улазак у орбиту
MRO је успешно лансиран 12. августа 2005. ракетом Атлас V-401 са свемирског центра Кенеди на Флориди. Последњи, Кентаур степен ракете завршио је своје сагоревање након 56 минута и убацио MRO на међупланетарну трансферну орбиту према Марсу.
MRO је крстарио међупланетарним простором седам и по месеци пре него што је стигао до Марса. Током тог пута већина научних експеримената и инструмената је тестирана и калибрисана. Да би се обезбедио правилан улазак у орбиту по доласку до Марса, планирана су четири маневра за корекцију путање, а размишљало се и о петом. Међутим, само три маневра за корекцију су била потребна тако да се уштедело гориво које се може касније искористити за продужење мисије.
MRO је започео улазак у орбиту приласком Марсу 10. марта 2006. и прелетом изнад његове јужне полулопте на висини од 370–400 km. Свих шест главних мотора упаљени су током 27 минута да би успорили летелицу са ~2.900 m/s на ~1.900 m/s. Резервоар хелијума је био хладнији од очекиваног, што је смањило притисак у резервоару за око 21 kPa. Ово смањење притиска је утицало да потисак мотора опадне за 2%, али је MRO аутоматски компензовао и продужио рад мотора за 33 секунде.
Након овог процеса MRO је ушао у издужену елиптичну поларну орбиту са периодом ротације од око 35,5 часова. MRO је 30. марта 2006. године започео процес аерокочења, поступак из три етапе који дупло смањује количину горива потребну да се постигне нижа, кружна орбита са краћим периодом ротације. У септембру су се мотори још једном упалили да се дотера орбита у скоро кружну, 250 са 316 km изнад површине планете.

## Инструменти

### Фотографски научни експеримент високе резолуције
Камера HiRISE (енгл. High Resolution Imaging Science Experiment) је телескоп рефлектујућег типа пречника 0,5 m, највећи икада послат на мисију у дубоки свемир и има резолуцију од 1 микрорадијана или 0,3 m са висине од 300 km. У поређењу, сателитски снимци Земље су доступни у резолуцији 0,5 m, а сателитски снимци у Гугл Земљи су доступни у резолуцији од 1 m. HiRISE снима фотографије у три таласне дужине, 400 до 600 nm (плава - зелена или П-З), 550 до 850 nm (црвена) и 800 до 1.000 nm (инфрацрвена - ИЦ).
Црвене слике у боји су 20.264 пиксела (6 km широке), док су П-З и ИЦ 4.048 пиксела (1,2 km широке). HiRISE-ов компјутер чита ове линије у складу са брзином у односу на површину планете тако да су слике у теорији неограничене у дужину. Практично међутим, слике су ограничене меморијским капацитетом компјутера од 28 гигабајта и номинална максимална величина је 20.000 × 40.000 пиксела (800 мегапиксела) и 4.000 × 40.000 пиксела (160 мегапиксела) за П-З и ИЦ слике. Свака слика величине 16,4 гигабајта се компресује на 5 гигабајта пре слања ка Земљи. Да би се олакшало мапирање потенцијалних места за слетање будућих мисија HiRISE може да произведе стерео парове слика из којих се може израчунати висина појединих области до ±0,25 m. HiRISE инструмент је конструисала корпорација Бол ероспејс енд текнолоџиз.

### Камера контекста
 пружа црно-беле фотографије (500 до 1.000 nm) са резолуцијом пиксела до око 6 m. CTX је дизајнирана да обезбеди додатне мапе за детаљнија надгледања HiRISE-а и CRISM-а, а такође се користи за израду мозаика великих области површине Марса, надгледање одређених области током времена и праћење промена тих области, као и за стерео надгледање (3D) кључних региона и потенцијалних места за слетање. Оптички део инструмента се састоји од Максутов Касегрејн телескопа жижне даљине 350 mm са ЦЦД сензором резолуције 5.064 пиксела. Инструмент снима фотографије тла ширине 30 km и има довољно унутрашње меморије да складишти фотографију дужине 160 km пре него што је учита у главни рачунар. Камеру је направио и њом управља Малин спејс сајенс системс. CTX је мапирао 50% површине Марса до фебруара 2010. године.

### Фотографисање Марса у боји
 је широкоугаона камера ниске резолуције која посматра Марс у пет видљивих и две ултраљубичасте таласне дужине. Сваког дана, MARCI услика 84 фотографије и произведе глобалну мапу са резолуцијом пиксела од 1 до 10 km. Ова мапа обезбеђује дневни временски извештај за Марс, помаже у карактеризацији сезонских и годишњих промена и мапира присуство водене паре и озона у атмосфери. Камеру је направио и њом управља Малин спејс сајенс системс.

### Компактан спектрометар за извиђање Марса
 инструмент је спектрометар видљиве и инфрацрвене (ВИЦ) светлости који се користи да направи детаљне мапе површинске минералогије Марса. Ради на опсегу од 370 до 3.920 nm таласне дужине, мери спектар у 544 канала (сваки 6,55 nm широк), и има резолуцију од 18 m са висине од 300 km. CRISM се користи за идентификацију минерала и хемикалија које указују на тренутно или прошло постојање воде на површини Марса. У ове минерале спадају гвожђе, оксиди, силикати и карбонати, који имају карактеристичне шаблоне своје видљиве – инфрацрвене енергије.

### Извиђач Марсове климе
 је спектрометар са једним видљивим – инфрацрвеним каналом (0,3 до 3,0 μm) и осам инфрацрвених (12 до 50 μm) канала. Ови канали су изабрани због мерења температуре, притиска, водене паре и нивоа прашине. MCS посматра атмосферу на хоризонту Марса (виђену са позиције летелице) разлажући је у вертикалне делове и извршава мерења унутар сваког дела у сегментима од по 5 km. Ова мерења се склапају у дневни временски извештај да би се показале основне променљиве у атмосфери: температура, притисак, влажност и концентрација прашине.

### Потповршински радар плитког продора
 је радар чије зрачење продире плитко испод површине Марса. Конструисан је тако да изучи унутрашњу структуру Марсових поларних капа. Такође прикупља податке са целокупне површине планете о подземним слојевима леда, стена и потенцијално течне воде која би могла да буде доступна са површине. SHARAD користи високофреквентне радио-таласе између 15 и 25 , опсег који омогућава да се разазнају слојеви од свега 7 m до максималне дубине од 1 km. Постиже хоризонталну резолуцију од 0,3 до 3 km. SHARAD је конструисан да ради у сарадњи са МАРСИС радаром, уграђеним на сонду Марс експрес Европске свемирске агенције, који има мању резолуцију, али продире до много веће дубине у тло. Оба радара је конструисала Италијанска свемирска агенција.

### Технички инструменти
Поред оптичких инструмената, MRO поседује још доста техничких инструмената. Пакет за истраживање гравитационог поља (енгл. Gravity Field Investigation Package) детектује варијације у магнетном пољу Марса мерећи промене у брзини кретања летелице. Те промене брзине се откривају при мерењу Доплеровог ефекта код радио-сигнала примљених на Земљи. Овај пакет такође садржи осетљиве акцелерометре који се користе за утврђивање густине атмосфере планете при процесу аерокочења.
Електра је радио ултрависоке фреквенције дефинисан софтвером који се користи за комуникацију са другим летелицама при прилазу, слетању и операцијама на површини. Уз протоколом контролисану везу између летелица од 1 kbit/s до 2 Mbit/s, Електра такође пружа прикупљање Доплерових података, снимање методом отворене петље и услуге тачног времена веома велике прецизности. Доплерове информације код летелица које су на путу ка Марсу могу бити коришћене за прецизније усмеравање при уласку у атмосферу или за подешавање трајекторије при слетању на површину. Доплерове информације о летелицама које су слетеле ће такође помоћи научницима да прецизно одреде положај лендера и ровера на површини Марса. МЕР ровери користе претходну генерацију УХФ радио трансмисије која им пружа сличне могућности кроз Марс Одисеј орбитер.
Електра радио је коришћен за трансмисију података са ровера Спирит и Опортјунити али је тек почео да ради пуним капацитетом по доласку мисије Феникс. Пошто је Електра радио дефинисан софтвером до нивоа модема, нова модулација, кодовање или функције протокола се могу додавати или ажурирати док је летелица у орбити око Марса.
Оптичка камера за навигацију (енгл. Optical Navigation Camera) фотографише месеце Марса, Фобос и Деимос, и њиховим кретањем у односу на звезде у позадини тачно одређује орбиту MRO летелице. Иако сликање месеца није критично за мисију, укључено је као тест технологије за будуће орбитере и слетање лендера.

## Инжењерски подаци

### Структура
Радници Локид Мартин спејс системса у Денверу склопили су структуру летелице и прикачили инструменте. Инструменти су конструисани у лабораторији за млазну пропулзију (ЈПЛ), Лунарној и планетарној лабораторији универзитета Аризоне, Лабораторији за примењену физику Џон Хопкинс универзитета, Италијанској свемирској агенцији у Риму, и фирми Малин спејс сајенс системс у Сан Дијегу. Укупни трошкови летелице износили су 720 милиона долара.
Структура летелице је већином направљена од угљеничних композита и алуминијумских плоча у облику саћа. Титанијумски резервоар заузима већину запремине и масе летелице и обезбеђује главнину структурног интегритета. Укупна маса летелице је мање од 2.180 kg, док је маса летелице без горива 1.031 kg.

### Системи напајања
MRO добија сву електричну енергију од два соларна панела, сваки од њих се може окретати независно око две осе (горе-доле или лево-десно). Сваки од панела је димензија 5,35 × 2,53 m и има површину од 9,5 m² прекривену са 3.744 индивидуалних фотонапонских ћелија. Ове соларне ћелије високе ефикасности су у стању да претворе више од 26% сунчеве енергије у електричну и када су повезане заједно производе 32 волта. На Марсу, два панела производе 1.000 вати, док би у орбити око Земље производили 3.000 вати јер је Земља ближа Сунцу.
MRO има две никл-водоничне пуњиве батерије које се користе за напајање летелице у периоду када није изложена сунчевој светлости. Свака батерија може да складишти 50 ампер-сати. Пун капацитет батерија не може бити искоришћен због напонског нивоа летелице, али омогућава операторима да продуже живот батеријама што је веома важно – узрок већине неуспеха код мисија у свемир је отказ батерија. Инжењери су предвидели да ће само 40% капацитета батерија бити потребно током мисије.

### Електронски системи
Главни компјутер MRO је процесор РАД750 који ради на 133 , има 10,4 милиона транзистора и 32-бита. Овај процесор је радијационо каљен (отпоран на радијацију) са посебно направљеном матичном плочом. РАД750 је наследник РАД6000 процесора који су користиле многе претходне мисије. Ове карактеристике су можда слабашне у односу на рачунаре које људи данас користе у својим домовима, међутим он је екстремно поуздан, отпоран и може да ради у дубоком свемиру где често дивљају соларне олује.
Подаци се смештају на флеш меморију капацитета 160 гигабајта која се састоји од 700 меморијских чипова, сваки капацитета 256 мегабајта. Овај капацитет и није тако велики с обзиром на количину података која се прикупља; на пример, само једна слика HiRISE камере може бити величине 28 гигабајта.

### Одређивање положаја
Да би се одредила орбита летелице и прорачунали маневри, шеснаест соларних сензора (осам примарних и осам резервних) је смештено на летелици да би се одредио положај Сунца у односу на оријентацију летелице. Две дигиталне камере које се користе за мапирање позиције познатих звезда, обезбеђују Наси потпуне податке у три осе о позицији летелице. Примарна и помоћна Минијатурна унутрашња јединица за инерцијално мерење (енгл. Miniature Inertial Measurement Unit - MIMU), коју је обезбедио Ханивел, мери промене оријентације летелице као и било какве промене у брзини које нису узроковане гравитацијом. Свака MIMU је комбинација три акцелерометра и три жироскопа. Сви ови системи су критично важни за MRO, јер омогућују да се камере упере са веома великом прецизношћу како би се обезбедиле фотографије високе резолуције које тражи мисија. Сви инструменти су такође посебно конструисани тако да се минимизирају вибрације летелице, које би узроковале да снимци буду замућени и неупотребљиви.

### Телекомуникациони систем
Телекомуникациони подсистем MRO-а је најбољи дигитални комуникациони систем послат у дубоки свемир до данас и по први пут је коришћен капацитет који је приближан турбо коду (највећа теоретска брзина преноса података у неком комуникационом каналу). Састоји се од веома велике антене (пречника 3 m), која се користи за пренос података кроз Мрежу дубоког свемира помоћу X таласа фреквенције 8 GHz, и демонстрира коришћење К таласних дужина фреквенције 32 GHz за већи пренос података. Максимална пројектована брзина преноса са Марса је 6 Mbit/s, што је десет пута више од претходних орбитера око Марса. До краја 2011. године MRO је ка Земљи послао више од 150 терабајта података. Летелица садржи два појачавача од 100 вати за X таласе, један појачавач од 35 вати за К таласе, и два транспондера за дубоки свемир.
Подсистем за К таласе се користи само у демонстрационе сврхе. Због недостатка слободног спектра на 8,41 GHz X таласима, будуће мисије у дубоки свемир ће користити К таласе на 32 GHz. Мрежа дубоког свемира свемирске агенције НАСА је уградила пријемнике за ове таласне дужине у сва три своја комплекса (Голдстоун, Канбера и Мадрид) са антенама пречника 34m. Током фазе крстарења ка Марсу, летелица је 36 пута слала податке преко нове фреквенције и све је било у реду, тако да је њено коришћење омогућило да служи као резерва уколико се нешто деси са примарним системом.

### Погон и контрола
Летелица користи резервоар за гориво капацитета 1.175 литара који је напуњен са 1.187  погонског горива хидразина. Притисак горива се регулише додавањем хелијума под притиском из спољашњег резервоара. 70% горива је потрошено током уласка у орбиту планете.
MRO има 20 уграђених ракетних потисника. Шест већих потисника заједно производи 1.020 N потиска за улазак у примарну орбиту око Марса. Ови потисници су првобитно били намењени за Марс Сурвејор лендер 2001. године. Шест средњих потисника производе 132  потиска за промену орбите и одржавање висине. На крају, осам малих потисника производе укупно 7,2 N потиска за оријентацију летелице током прикупљања научних података.
Четири реакциона точка се користе за прецизну контролу положаја летелице која је потребна током прикупљања података, као што је сликање фотографија високе резолуције, где се и најмање кретање може одразити на квалитет. Сваки точак се користи за кретање по једној оси. Четврти (причвршћени) точак служи као резерва уколико један од прва три закаже. Сваки точак има масу од 10 kg и може се окретати брзином и до 6.000 обртаја у минути.
Инжењери Насе процењују да сонда има довољно горива да остане у употреби најмање до 2034. године.

## Открића и фотографије

### Измерена количина леда у поларним капама
Резултати истраживања радаром северне поларне капе објављени 2009. показују да је запремина леда 821.000 km³, што је 30% леденог покривача на Гренланду.

### Лед изложен у новим кратерима
Чланак у часопису Наука у септембру 2009. објавио је да су неки скорији ударци метеорита створили нове кратере на Марсу и откопали скоро чист лед. Ове нове кратере је открила и датирала CTX камера, а откриће леда је потврдио CRISM спектрометар. Лед је пронађен на укупно 5 локација.

### Лед у геолошким одликама
Резултати скенирања радаром SHARAD сугеришу да неке одлике терена назване ЛДЕ - Лобејт дебри ејпронс (енгл. Lobate Debris Aprons - LDAs) садрже велике количине леда. Интересантне још од дана Викинг орбитера, ове геолошке одлике подсећају на кецеље материјала које окружују литице. Поред тога, ове одлике показују површински распоред линија попут ледника на Земљи. SHARAD је обезбедио јаке доказе да су ЛДЕ у Хелас области у ствари ледници прекривени танким слојем крхотина (камења и прашине); јака рефлексија са врха и подножја ЛДЕ сугерише да лед чини већину ове геолошке формације. На основу експеримената Феникс лендера и података прикупљених помоћу Марс одисеј летелице из орбите, зна се да лед постоји одмах испод површине тла на крајњем северу и југу планете.

### Наслаге хлорида
Помоћу података прикупљеним од стране Марс глобал сурвејор, Марс одисеј и MRO летелица научници су открили распрострањене наслаге минерала хлорида. Докази сугеришу да су ове наслаге настале испаравањем воде богате минералима. Истраживање указује да су језера можда била раштркана по целој површини Марса. Обично су хлориди последњи минерали који се растворе. Карбонати, сулфати и силицијум-диоксид би требало да се растворе пре њих. Сулфати и силицијум-диоксид су пронађени на површини планете од стране МЕР. Места са хлоридним минералима су можда некада у прошлости подржавала разне облике живота, што значи да таква места можда чувају трагове о животу у прошлости.

### Други водени минерали
Група научника која ради на инструменту CRISM је 2009. године објавила да се 9 од 10 класа минерала формирало у присуству воде. Различите врсте глина су пронађене на многим локацијама. У ове глине се убрајају каолинит, прехнит и хлорит. Стене које садрже карбонат су пронађене око слива Исидин. Карбонати припадају класи у којој се можда развио живот. Области око Маринерових долина садрже хидратисан силицијум-диоксид и хидратисане сулфате. Други минерали који су нађени на Марсу укључују џеросит, алунит, хематит, опал и гипс. Две од пет минералних класа су формиране са одговарајућим pH вредностима и довољном количином воде за развој живота.

### Лавине
и  камере успеле су да фотографишу одређени број лавина близу северне поларне капе у тренутку док су се дешавале.

### Текућа слана вода
НАСА је објавила 4. августа 2011. године да је детектовала нешто што подсећа на текућу слану воду на површини или одмах испод површине Марса. Неколико година касније – 28. септембра 2015. године, користећи додатне податке прикупљене сондом MRO као и осталим летелицама које се налазе у орбити и на површини Марса, НАСА је потврдила да се у летњим месецима на површини појављује течна слана вода.

### 40.000 орбита
Агенција НАСА је у фебруару 2015. године објавила да је сонда Орбитални истраживач Марса достигла 40.000 орбита око црвене планете. Сонда је ову прекретницу достигла 7. фебруара 2015. у деветој години истраживања из орбите. До тог тренутка сонда је на Земљу послала 247 TB података, различитих мерења и фотографија високе резолуције, што је више од било које мисије која је послата у дубоки свемир. Сонда се налази у поларној орбити око Марса, на орбиталној висини од око 300 km, из које наставља да прикупља податке о површини и атмосфери планете. Сонда служи и као релејна станица која прима податке са ровера и лендера на површини планете и затим их прослеђује ка Земљи. Током својих 40.000 орбита око планете, сонда је превалила скоро дупло већи пут од оног који је прешла у транзиту између Земље и Марса након лансирања 2006. године (око 500.000.000 km). Неколико дана раније, 4. фебруара 2015. године, НАСА је објавила фотографију на којој се види ровер Кјуриосити на површини Марса, близу подножја планине Шарп у Гејл кратеру.

### Галерија
- Лед око кратера који је настао ударом између јануара и септембра 2008. године
- Наслаге хлорида.
- Лавина на Марсу (HiRISE 2008. г.)
- Фотографија са скалом која указује на величину лавине.

Друге сонде
- Слетање сонде Феникс на Марс.
- Сонда Феникс и њен топлотни штит.
- Трагови ровера Опортјунити. Беле тачке су места где је застао да врши истраживања или се окретао.
- Опортјунити 29. јануара 2009. на путу ка кратеру Ендевор удаљеном 17 km.
- Слетање ровера Кјуриосити снимљено 6. августа 2012. У тренутку сликања летелица је на удаљености од 340 km.